# Chris Mazdzer
Christopher "Chris" Mazdzer (ur. 26 czerwca 1988 w Pittsfield) – amerykański saneczkarz, startujący w konkurencji jedynek. Wicemistrz olimpijski 2018. Medalista mistrzostw świata, sześciokrotny medalista mistrzostw świata juniorów.
Startował na igrzyskach w Vancouver i w Soczi. W konkurencji jedynek zajął 13. miejsce w obydwóch przypadkach. Na swoich trzecich igrzyskach w Pjongczang w 2018 roku w konkurencji jedynek wywalczył srebrny medal.